# 和田秀豊

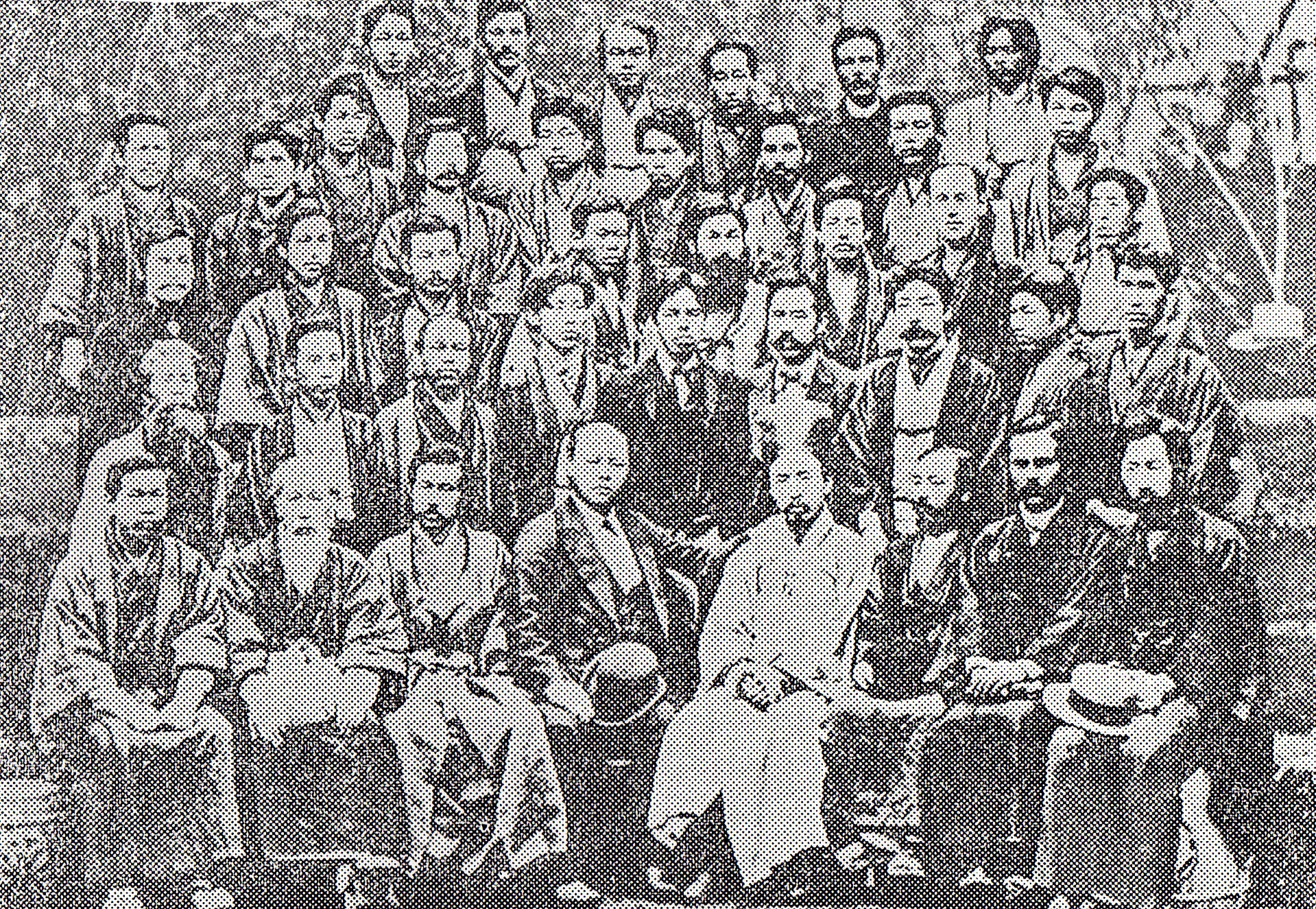
1883年5月12日第三回全国基督信徒大親睦会の幹部の記念写真、和田は最後列左から4人目

和田 秀豊（わだ しゅうほう、嘉永7年1月24日（1854年2月21日） - 昭和21年（1946年）7月27日）は、日本の牧師。幕末期の薩摩藩士。日本における社会福祉事業のパイオニアの一人。慰廃園代表、東京同愛盲学校（現・ヘレン・ケラー学院）校長。
和田英作は長男。和田秀穂は次男。

## 生涯
1854生大隅国肝属郡垂水郷に薩摩藩士の家に生まれる。父は島津家100万石の垂水藩家老職という家柄である。
1872年に上京し、慶應義塾で福沢諭吉に薫陶を受けて、1876年まで慶應義塾に学ぶ。続いて、当時海軍兵学校の中教授であった粟津高明の塾で学ぶ。
1874年(明治7年)2月に開設された立教学校（現・立教大学）の1期生として学ぶ。同年6月、聖公会の宣教師チャニング・ウィリアムズ（立教大学創設者）より洗礼を受ける。1876年(明治9年)に薩摩に帰郷する。帰郷直後の1877年(明治10年)西南戦争が起こるが、ウィリアムズの忠告どおり西郷軍には従軍しなかった。その後、海軍兵学校で英語と数学を教えた。
1883年(明治16年)東京で開催された第三回全国基督教信徒大親睦会の幹部の一人として活躍する。1884年(明治17年)に日本基督教会の正教師になり、芝教会、大阪基督教会などの牧師をつとめる。
1891年(明治24年)に伝道と社会奉仕の団体である好善社に入社して、1893年(明治26年)に社長に就任する。更に、社会事業も行い、1894年にハンセン病患者の施設慰廃園を創立した。のち東京同愛盲学校（現・ヘレン・ケラー学院）校長、結核療養所憩園理事長も兼務して、幅広い活動を行った。
1903年(明治36年)の讃美歌の改訂事業には、小崎弘道、別所梅之助らと共に改定作業に携わった。1926年(大正15年)、恩賜財団慶福会総裁閑院宮より表彰される。